# Idioma nengone
Nengone es una lengua austronesia hablada mayoritariamente en el área tradicional de Nengone, a las ille de Maré y Tiga, en las Islas de la Lealtad, Nueva Caledonia. Tiene 8,700 hablantes nativos y el estatus de lengua regional de Francia.  Este estatus implica que los alumnos podrán realizar una prueba opcional en bachillerato en Nueva Caledonia mismo o en la Francia metropolitana. Como las otras lenguas neocaledonias es regulado actualmente por la Académie des langues kanak, fundada oficialmente el 2007.
Se considera un dialecto del Iwateno, lengua ceremonial utilizada para dirigirse a los jefes de la tribu.